# 小行星8071
小行星8071（英語：8071 Simonelli）是一颗围绕太阳公转的小行星。1981年4月5日，愛德華·鮑威爾在可可尼诺县发现了此天体。
这颗小行星的绝对星等为354.2841291980488等。